# Green Onions
Green Onions is een instrumentaal nummer van de Amerikaanse band Booker T. & the M.G.'s uit 1962. De melodie werd geschreven door Booker T. Jones toen hij 17 jaar was.

## Ontstaan
Het nummer ontstond tijdens een spontane jamsessie. De huisband van Stax Records had tijd over nadat Billy Lee Riley de studio onverwacht had verlaten, en improviseerde wat. Jim Stewart van Stax Records maakte zonder medeweten van de muzikanten opnamen en wilde het resultaat op single uitbrengen als Behave Yourself. Maar dan moest er ook een nummer voor de B-kant komen. Jones kwam met een orgel-loopje, en dat werd uitgewerkt tot Green Onions. In eerste instantie was het de B-kant van Behave Yourself, maar in augustus 1962 werd het als A-kant uitgebracht. Als bandnaam koos de huisband van Stax voor Booker T. & the MG's, naar de MG van een van de werknemers bij Stax.

## Titel
Over de titel bestaan verschillende opvattingen. Het nummer zou aanvankelijk 'Funky Onions' worden genoemd. De zus van Jim Stewart zou daar vraagtekens bij hebben gezet, omdat die te veel connotaties opriep met een krachtterm. Volgens een andere versie kwam Jones spontaan met de titel omdat hij het een slecht nummer vond en je groene uien ook weggooit.

## Hitnotering

### NPO Radio 2 Top 2000
| Nummer met noteringen in de NPO Radio 2 Top 2000 | '06  | '07  | '08  | '09  | '10  | '11  | '12  | '13  | '14  | '15  | '16  |
| ------------------------------------------------ | ---- | ---- | ---- | ---- | ---- | ---- | ---- | ---- | ---- | ---- | ---- |
| Green Onions                                     | 1750 | 1471 | 1985 | 1460 | 1598 | 1417 | 1623 | 1492 | 1807 | 1913 | 1934 |

1. ↑  Een vetgedrukt getal geeft de hoogste notering aan.
2. ↑  2006 was het eerste jaar met een notering voor dit nummer.
3. ↑  Deze tabel is bijgewerkt tot en met de laatste editie (2024).